# Петко Славейков (площад в София)
Вижте пояснителната страница за други значения на Славейков.
Вижте пояснителната страница за други значения на Петко Славейков.
Площад „Петко Славейков“ (или само площад „Славейков“) е известен площад в същинския център на София. Обграждат го централните софийски улици „Георги Раковски“ и „Граф Игнатиев“.
През 19. век площадът е известен с името Кафене баши заради голямото кафене, което се намирало там. То е разрушено след 1878. На един от ъглите на площада е била къщата на семейство Славейкови, която Петко Славейков купува, когато се премества да живее в София през 1879 г. Днес там са настанени множество сергии с книги, поради което е получил прозвището си Книжен пазар. На самия площад и в района около него има много магазини и заведения за хранене.
През 1998 г. са направени някои промени по площада – поставени са нови и по-малко на брой сергии, фонтан и статуя на Петко и Пенчо Славейкови от българския скулптор Георги Чапкънов.
На площада се намира софийската Градска библиотека, както и един от първите ресторанти „Макдоналдс“ в столицата, който е и един от двата двуетажни ресторанта на веригата в София.
Недалеч по ул. „Граф Игнатиев“ се стига до площад с неофициалното име „Попа“, който е популярно място за срещи в София.
- Паметникът на Петко и Пенчо Славейкови на площада
- Книжният пазар на площад „Славейков“

## Инцидентът с фонтана
Вечерта на 3 май 2005 г. във фонтана, разположен на площада, загива 34-годишен мъж вследствие от токов удар. Оказва се, че изолацията на прожекторите, осветяващи дъното на фонтана, е изгоряла и оттам във водата е протичал ток. Следствието установява, че материалите, с които е изграден фонтанът, са некачествени. На 21 март следващата година започва дело срещу обвинените за инцидента директори на строителната фирма и общински фирми-собственици. През юли 2007 г. съдът постановява административна глоба от 1000 лв. на изпълнителния директор на пазари „Теменуга" Васил Каменов за това, че не е упражнявал контрол върху строителството на фонтана.